# Эльстрём, Бетси
Бетси Августа Вильгельмина Эльстрём (швед. Betzy Augusta Wilhelmina Ählström; 22 февраля 1857 — 11 июля 1934, Гётеборг) — шведская художница по стеклу, работавшая в стилистике ар нуво.

## Биография и творчество
Бетси Эльстрём родилась в 1857 году и росла на ферме в Малександере. Она была пятым ребёнком Александра Эльстрёма и Гедды Софии Канстрём. Рисованию и живописи Бетси училась в Стокгольме, Копенгагене, Гётеборге и Лондоне. Впоследствии она преподавала рисование и чистописание в школах для девочек в Гётеборге.
В 1901 году Стен Кьелльгрен, директор стекольной фабрики в Реймюре (Reijmyre glasbruk), пригласил Бетси Эльстрём на работу в качестве дизайнера. На Кьелльгрена произвели большое впечатление стеклянные изделия в стиле ар нуво, которые он видел на выставках в Стокгольме и Париже, и он хотел создать нечто подобное на своей фабрике. Образцом для Бетси Эльстрём стали работы Эмиля Галле. Она создала ряд цветочных и «морских» мотивов для ваз, став первой в Швеции художницей, сотрудничавшей со стеклодувом непосредственно на месте работы. В 1902 году декорированные ей изделия имели большой успех на международной художественной выставке в Турине.
Некоторые свои изделия художница подписывала (B. Ähm), но на большинстве ставились лишь фабричное клеймо и номер. В частности, когда король Густав V преподнёс в дар Национальному музею вазу, принадлежавшую королеве Виктории, авторство художника не сразу было установлено. В настоящее время Бетси Эльстрём атрибутируется от десяти до пятнадцати изделий, часть которых находится в собрании Национального музея. «Ваза с водяными лилиями» находится в Музее стекла в Корнинге (штат Нью-Йорк).
Бетси Эльстрём умерла в 1934 году и была похоронена на Восточном кладбище в Гётеборге.